# Maillot (Yonne)
 Maillot  es una comuna y población de Francia, en la región de Borgoña, departamento de Yonne, en el distrito de Sens y cantón de Sens-Sud-Est.
Está integrada en la Communauté de communes du Sénonais.

## Demografía
| 426 | 498 | 606 | 752 | 962 | 1098 |
| Para los censos de 1962 a 1999 la población legal corresponde a la población sin duplicidades (Fuente: INSEE [Consultar]) |     |     |     |     |      |

Forma parte de la aglomeración de Sens.